# 风庆豆腐柴
风庆豆腐柴（学名：Premna crassa var. yui）为马鞭草科豆腐柴属下的一个变种。

## 扩展阅读
- 維基物種上的相關：风庆豆腐柴